# Альдиев, Магомед Хусейнович
Магоме́д Хусе́йнович Альди́ев (4 ноября 1989 года) — российский боец смешанных единоборств ингушского происхождения, чемпион Всемирных игр боевых искусств 2013 года по панкратиону, чемпион Европы по панкратиону (2013). Участник третьего сезона реалити-шоу «M-1 Fighter». В 2012 году стал победителем Всероссийского турнира по боевому самбо памяти Героя России Абубакара Костоева, где для победы ему пришлось одолеть действующих чемпионов России и мира.

## Статистика боёв
| Результат | Дата                 | Турнир                                         | Соперник        | Страна | Раунд | Время | Метод                                     |
| --------- | -------------------- | ---------------------------------------------- | --------------- | ------ | ----- | ----- | ----------------------------------------- |
| Победа    | 6 апреля 2012 года   | League S-70 - Russian Championship Third Round | Анвар Чергесов  | Россия | 3     | 2:35  | Техническим нокаутом (удары)              |
| Победа    | 24 февраля 2012 года | MMACC - MMA Corona Cup 21                      | Давид Вартанян  | Россия | 3     | 5:00  | Единогласное решение                      |
| Поражение | 22 декабря 2011 года | League S-70 - Russian Championship First Round | Алексей Назаров | Россия | 2     | 5:00  | Единогласное решение                      |
| Поражение | 25 ноября 2011 года  | FWR - Fights With Rules 3                      | Сергей Яковлев  | Россия | 2     | 5:00  | Единогласное решение                      |
| Поражение | 17 декабря 2010 года | ProFC - ProFC 22                               | Саид Халилов    | Россия | 2     | 4:30  | Сабмишном (удушение сзади)                |
| Победа    | 13 ноября 2010 года  | ProFC - Russia Cup Stage 1                     | Аслан Альгериев | Россия | 1     | 5:00  | Техническим нокаутом (остановка доктором) |